# Wioska na Ałtaju
Wioska na Ałtaju (ros. Одна, Odna, dosłownie Samotna) – radziecki czarno-biały film dramatyczny z 1931 roku w reżyserii Grigorija Kozincewa i Leonida Trauberga. Treścią filmu są trudy pracy pedagogicznej, surowa przyroda oraz walka z kułakami, którzy dążą do wyzysku ubogiej młodzieży wiejskiej.
Film początkowo miał być niemy, ale w trakcie produkcji zmieniono go na dźwiękowy.

## Fabuła
Film przedstawia losy nauczycielki (Jelena Kuźmina), która opuściła Leningrad i ukochanego, żeby nauczać dzieci w dalekiej wiosce wśród Ojratów.

## Obsada
- Jelena Kuźmina jako nauczycielka Kuźmina
- Piotr Sobolewski jako narzeczony Kuźminy
- Siergiej Gierasimow jako przewodniczący sielsowietu
- Marija Babanowa jako żona przewodniczącego
- Wan Luj-Sian jako kułak-baj
- Janina Żejmo jako młoda nauczycielka
- Boris Czirkow jako rozmawiający przez telefon